# فرانک دیتریش (بازیکن فوتبال)
فرانک دیتریش (انگلیسی: Frank Dietrich؛ زادهٔ ۲ دسامبر ۱۹۵۹) بازیکن فوتبال اهل آلمان غربی است.
از باشگاه‌هایی که در آن بازی کرده‌است می‌توان به باشگاه شارلوتنبرگ برلین، باشگاه فوتبال اسنابروک، و باشگاه فوتبال هرتابرلین اشاره کرد.